# Via Santa Reparata
Via Santa Reparata è una strada del centro storico di Firenze, tra via Guelfa e via Bonifacio Lupi, diventando poi via Zara. Lungo la via si innestano: via Ventisette Aprile, via delle Ruote e via di Camporeggi.

## Storia

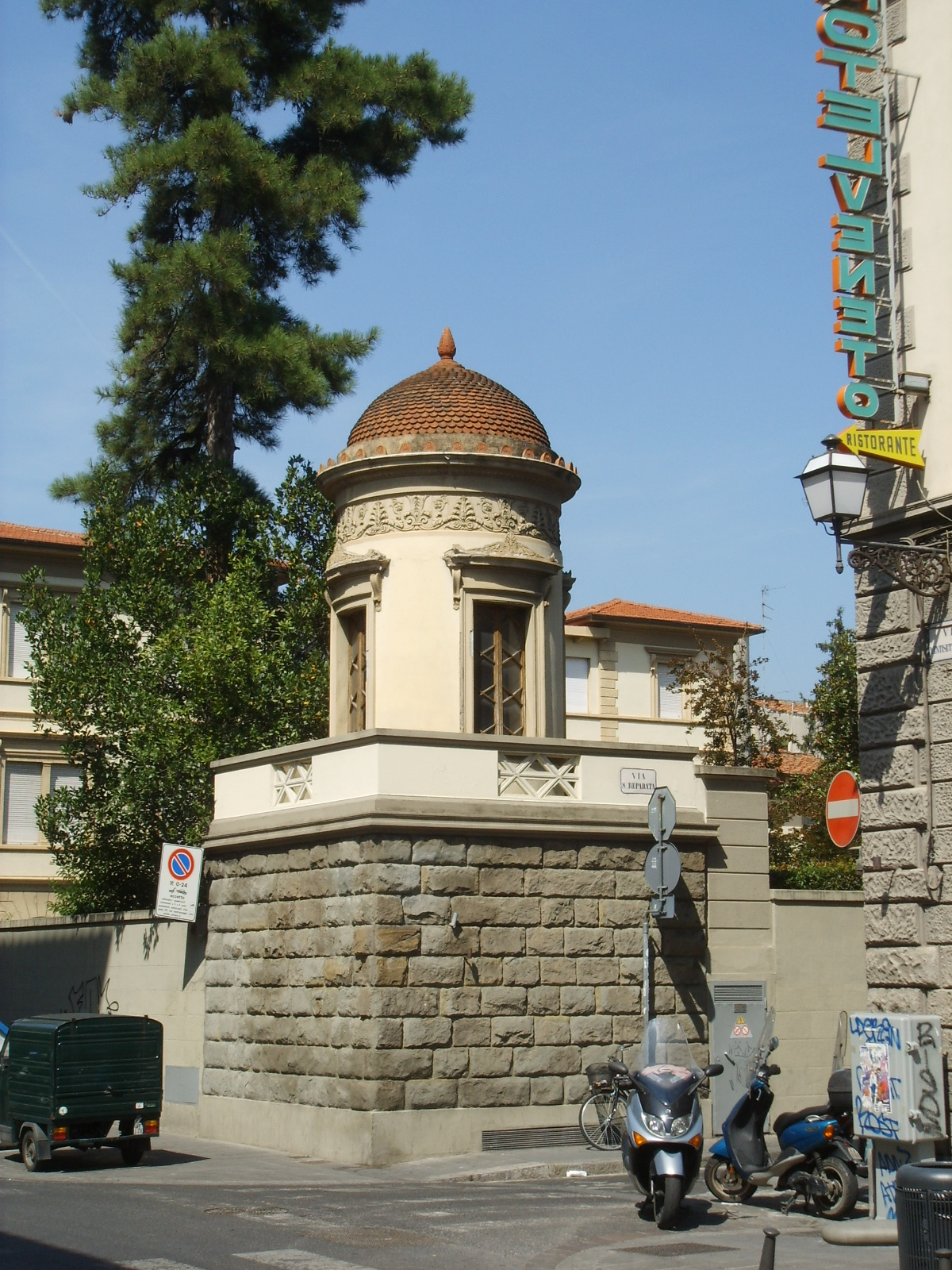
Il "torrino" di villa Meyer

Via Santa Reparata e la parallela via San Zanobi vennero create alla fine del Duecento come strade, parallele alla principale direttrice romana di via San Gallo, di un nuovo sviluppo urbano verso nord che inglobava molti terreni spesso inedificati nella nuova cerchia muraria. Poiché questi terreni appartenevano in gran parte al Capitolo della cattedrale fiorentina, vennero intitolate ai santi protettori della diocesi: Zanobi vescovo e Reparata di Cesarea di Palestina.
Via Santa Reparata, in particolare, si estendeva originariamente tra via Guelfa e via delle Ruote, e veniva chiamata tradizionalmente via del Campaccio, presumibilmente originatosi dal nome di tutta la zona detta anche di Camporeggi (Campo Regio), toponimo conservato nella titolazione di una traversa. Può darsi infatti che tutta questa zona, al tempo dei Longobardi prima e di Matilde di Canossa dopo, fosse una grande riserva di caccia reale, come farebbe pensare anche il toponimo "Cafaggio", che indicava le attuali zone di piazza San Marco e piazza Santissima Annunziata. Altre ipotesi indicano il "Campaccio" come un cimitero ebraico che sembra esistesse fra via San Gallo e via San Zanobi.
Per quanto lo Stradario storico amministrativo del 1913 indichi l'attuale denominazione come decretata dagli Officiali dei Fiumi nel settembre del 1636, il termine Campaccio ricorre ancora nella pianta delineata da Ferdinando Ruggieri nel 1731, documentando la sua persistenza ben oltre questo termine. Al di là di tali considerazioni la denominazione che poi nel tempo si impose ricorda l'antico possedimento dei terreni, come resta traccia anche lungo il primo tratto con varie case timbrate dal pietrino del Capitolo del Duomo.
Nel corso dell'Ottocento, in relazione alla nascita e allo sviluppo del quartiere di Barbano, la strada fu tagliata dalla nuova via Ventisette Aprile (precedentemente, al pari di via San Zanobi, la strada non aveva sbocchi se non ai suoi estremi). Per quanto riguarda il tratto finale oltre via delle Ruote, questo fu aperto dall'amministrazione comunale nell'ultimo decennio dell'Ottocento, a seguito della donazione delle necessarie particelle di terreno da parte dell'imprenditore Paolo Egisto Fabbri (1888), con conseguente sviluppo dell'area nei primi decenni del Novecento in senso residenziale e borghese. Due disegni conservati presso l'Archivio storico del Comune di Firenze e datati al 1887 sembrerebbero ricondurre il progetto del prolungamento agli architetti Tito Gori e Luigi Baggiani. Ad eccezione di questo tratto finale, la via ha carattere residenziale popolare.

## Edifici
Sulla strada si affacciano il chiostro del complesso di Sant'Apollonia, la Villa Meyer, la casa di Gaetano Bianchi, la chiesa e il tabernacolo dei Battilani.